# Shahrestān di Urmia
Lo shahrestān di Urmia (farsi شهرستان ارومیه) o 	Orūmīyeh, è uno dei 17 shahrestān dell'Azarbaijan occidentale, in Iran. Il capoluogo è Urmia. Lo shahrestān è suddiviso in 5 circoscrizioni (bakhsh): 
- Centrale (بخش مرکزی)
- Anzal (بخش انزل)
- Silvaneh (بخش سیلوانه)
- Somay Beradust (بخش صومای برادوست)
- Nazlu (بخش نازلو)